# Världsmästerskapen i orientering 1999
Världsmästerskapen i orientering 1999 hölls den 1-8 augusti 1999 i Inverness i Skottland i Storbritannien.

## Medaljörer

### Herrar

#### Klassisk distans
1. Bjørnar Valstad, Norge 1.37.24
2. Carl-Henrik Bjørseth, Norge 1.40.20
3. Alain Berger, Schweiz 1.40.26

#### Kortdistans
1. Jørgen Rostrup, Norge 25.48
2. Juha Peltola, Finland 26.11
3. Janne Salmi, Finland 26.14

#### Stafett
1. Norge (Tore Sandvik, Bernt Bjørnsgaard, Petter Thoresen, Bjørnar Valstad) 3.21.50
2. Finland (Jani Lakanen, Juha Peltola, Mikael Boström, Janne Salmi) 3.25.27
3. Sverige (Jimmy Birklin, Håkan Eriksson, Jörgen Olsson, Johan Ivarsson) 3.26.50

### Damer

#### Klassisk distans
1. Kirsi Boström, Finland 1.17.56
2. Hanne Staff, Norge 1.18.29
3. Johanna Asklöf, Finland 1.18.32

#### Kortdistans
1. Yvette Baker, Storbritannien 25.55
2. Lucie Böhm, Österrike 26.57
3. Frauke Schmitt Gran, Tyskland 27.48

#### Stafett
1. Norge (Birgitte Husebye, Elisabeth Ingvaldsen, Hanne Sandstad, Hanne Staff) 2.55.56
2. Finland (Reeta-Mari Kolkkala, Sanna Nymalm, Kirsi Tiira, Johanna Asklöf) 2.56.10
3. Sverige (Katarina Allberg, Marlena Jansson, Anette Granstedt, Gunilla Svärd) 2.57.59